# Wyeomyia lopezii
Wyeomyia lopezii är en tvåvingeart som beskrevs av Cova Garcia, Sutil Oramas och Pulido F. 1974. Wyeomyia lopezii ingår i släktet Wyeomyia och familjen stickmyggor.
Artens utbredningsområde är Venezuela. Inga underarter finns listade i Catalogue of Life.